# 나기브 마푸즈
나기브 마푸즈(아랍어: نجيب محفوظ, Nagīb Mahfūz, 1911년 12월 11일 - 2006년 8월 30일)은 이집트의 소설가로 1988년 노벨 문학상을 수상했다. 현재 아랍어권 작가로서는 유일한 노벨 문학상 수상자이다.

## 생애
나기브 마푸즈는 이집트 수도 카이로 가말리야에서 태어났다. 나깁이라는 이름(아랍어에서는 ‘나지브’라고 해야 하지만 이집트식으로 j를 g로 써 ‘나깁’ 혹은 ‘나기브’라고 읽는다)은 출산을 도왔던 의사 나깁 바퍄 마푸즈의 이름을 따서 지은 것이라고 한다.
마푸즈는 부동산부에서 공무원 생활을 한 뒤 예술 관련부처 검열관으로 자리를 옮겼다(훗날 이슬람 근본주의자들의 종교적 ‘검열’ 때문에 오랜 세월 고통받았던 마푸즈가 원래 검열관 출신이라는 것은 그야말로 아이러니다). 뒤에 영화제작 지원 업무도 맡아 했었고(이집트는 중동 전체에 영화를 만들어파는 영화수출국이다) 공직생활 마지막은 문화부 자문위원으로 마감했다.
마푸즈는 소설 34편을 냈고 단편 350편 이상을 발표했다. 또 작가생활 70년 동안 영화زب수십편과 희곡 다섯 편을 남겼다. 그의 작품 중 상당수가 아랍어 영화로도 만들어졌다.
마푸즈는 항상 거칠다 싶을 정도로 솔직하고 명료하게 생각을 표현하는 작가였다. 사회주의 공산주의 동성애 같은 다양한 주제에 대해 글을 썼지만 언제나 그의 작품을 관통하고 있는 주제는 ‘신’이라고 볼 수 있다. 이집트는 물론이고 다른 아랍국들에서도 신, 알라에 대해 감히 논하는 것은 금기시됐으나 마푸즈는 예외였다. 그가 노벨문학상을 받는데 영향을 준 ‘게벨라위의 아이들 Children of Gebelawi)’이나 훗날 영화로 만들어졌던 ‘미다크 골목(Midaq Alley·셀마 헤이엑이 주연한 멕시코산 영화 제목은 El callejon de los milagros)’ 같은 것들이 그런 예들이다.
1959년작 ‘게벨라위의 아이들’은 그야말로 마푸즈 문학세계를 대표한다고 할 수 있다. 이집트에서 종교세력으로부터 신성모독이라는 비난을 받고 사실상 출판·판매가 금지됐던 이 작품은 ‘아브라함 종교’라고 불리는 세 유일신교 즉 유대교와 기독교 그리고 이슬람의 세계관을 다루고 있다.
1989년 이란 최고종교지도자가 살만 루시디를 살해하라는 파트와(이슬람 법정의 판결과 같은 효력을 갖는 신학자의 포고령)를 내린 뒤 이집트 맹인 신학자 오마르 압둘 라흐만은 한 기자에게 “마푸즈가 ‘게벨라위의 아이들’로 진작 벌을 받았더라면 루시디가 감히 그따위 책을 낼 엄두를 못 냈을 것”이라고 말했다고 한다. 이집트 이슬람 근본주의자들에게 많은 영향력을 행사해왔던 오마르는 훗날 이 발언이 문제가 되자 “파트와를 내린 것”은 아니었다고 해명했다. 하지만 1994년 이슬람 근본주의자 그룹이 오마르의 발언을 이집트 이슬람 지도부의 ‘공식 파트와’라고 해석하고 마푸즈를 공격하는 일이 발생했다. 당시 82살이었던 마푸즈는 자택 앞에서 칼에 찔렸고, 목숨은 건졌지만 오른손 신경이 끊어져 불구가 됐다. 마푸즈는 이 일이 있은 뒤 사망할 때까지 경호원들의 보호 속에 살아야 했다. ‘게벨라위의 아이들’은 2006년 초에야 비로소 공식 출간될 수 있었다. 잡지에 연재됐던 것 외에 이 소설이 단행본으로 출간된 것은 이집트에서는 처음이었다고 한다.
마푸즈의 또다른 대표작 '나일 강변 한담 Chitchat on the Nile'(1966)도 수난을 당하기는 마찬가지였다. 이 소설은 안와르 사다트 대통령 시절 영화로도 만들어졌는데, 가말 압둘 나세르 정권 시절 이집트 사회의 데카당스한 모습을 묘사하고 있다. 덕택에 사다트 정권으로부터 바로 금지처분을 당했고 1990년대 말이 될 때까지 이 작품은 이집트에서 출판될 수 없었다. 영화도 상영금지된 것은 물론이다.
마푸즈를 또다른 정치적 논란에 휘말리게 만든 것은 이집트와 이스라엘의 평화협정이었다. 사다트 대통령이 미국 대통령 별장 캠프 데이비드에서 이스라엘측과 악수를 나누고 노벨평화상을 받은 것. 사다트 대통령은 결국 이슬람 과격파 조직 ‘무슬림 형제단’ 멤버에게 암살당함으로써 ‘목숨으로 값을 치른’ 셈이 됐는데, 마푸즈는 이 평화협정을 드러내놓고 지지했었다.
마푸즈는 2006년8월30일 카이로 시내 병원에 입원해 있다가 심장마비로 숨을 거뒀다. 워낙 고령이었던 데다가, 심장 질환과 신장병을 앓고 있던 차였다. 마푸즈의 장례식은 다음날 국장으로 치러졌다. 카이로 교외 나스르시티에 있는 알라슈단 모스크에서 열린 장례식은 군 의장대가 도열한 가운데 엄숙하게 이뤄졌지다. 하지만 생전의 마푸즈 자신은 ‘카이로 빈민을 비롯해 이집트의 모든 이들이 애도해주는 것’을 바랬다고 한다. 2005년 내내 이집트에서는 호스니 무바라크 대통령의 장기집권에 저항하는 반독재 민주화 시위가 일어났었다. 그 해 9월 극히 비민주적인 선거를 통해 ‘5선 연임’에 성공한 무바라크 정권은 마푸즈가 가진 영향력을 의식했는지, 그의 장례식에 극소수 각료들만 참석토록 제한해 버렸다. 마푸즈가 사랑했던 ‘민중들’은 철저히 배제된 채 장례식이 치러짐으로써 아쉽게도 그의 마지막 꿈은 이뤄질 수 없었다.
마푸즈 이후로 2006년까지 아랍권 작가 중에서는 노벨문학상 수상자가 나오지 않았다.

## 연보
- 1911년 - 올드 카이로의 알가말리야에서 태어남(3남 4녀 중 막내)
- 1913년 - 카이로 알압바시야로 이사
- 1930년 - 푸아드 1세 대학(카이로대 전신) 철학과 입학
- 1934년 - 대학 졸업 후 대학원에 진학(《이슬람 철학에서의 미의 개념》 논제로 석사학위)
- 1936년~1938년 - 대학 행정부서 서기로 근무
- 1938년 - 단편소설집 《광기의 속삭임》 발표로 문학계에 정식 데뷔
- 1939년 - 종교부 대출과 직원으로 공무원 생활 시작
- 1953년 - 문화부 산하 예술위원회 영화위원
- 1954년 - 아티야 알라와 결혼, 그리고 두 딸(움무 쿨숨과 파티마)을 둠
- 1959년 - 상징적 철학 소설인 《우리 동네 아이들》 알아흐람에 연재
- 1960년~1968년 - 영화 분과위원장, 영화-TV-예술 검열위원장, 문화부 고문 등 역임, 이후 《도적과 개들》(1961), 《길》(1964), 《나일 강가의 잡담》(1966) 등을 발표
- 1971년 11월 - 공직을 떠나 알아흐람 비상근 편집위원 역임하며 작품활동에 전념, 이후 《거울들》(1972), 《빗속의 사랑》(1973), 《알하라피시의 학살》(1977), 《성자 무덤 가의 결혼》(1981), 《남은 건 한 시간 뿐》(1982) 등을 발표
- 1988년 - 노벨 문학상 수상
- 1994년 - 이슬람 근본주의자 암살 공격. 이후 자택에 칩거하며 작품 활동을 재개.
- 2006년 8월 30일 - 노환으로 타계.